# Vrinners Kirke
Vrinners Kirke (indtil 1920: Vrinders Kirke) er en kirke i Rolsø Sogn, beliggende 8 kilometer syd for Rønde.
Kirken blev indviet 8. september 1907 og er opført i romansk stil i røde mursten og med skiffertag efter tegning af arkitekt Rudolf Frimodt Clausen. Kirketårnet vender traditionen tro mod vest og er firkantet forneden, ottesidigt foroven og øverst forsynet med et forgyldt spir.
Til kirken hører også et kapel, der er blevet opført senere end kirken.

## Inventar
Meget af inventaret stammer fra Rolsø Kirke. Det gælder således prædikestolen, der er fra 1634, døbefonten, der er udført i granit og fra slutningen af 1100-tallet og altertavlen, der blev skænket af en lokal herremand til Rolsø Kirke. Den syvarmede lysestage stammer imidlertid fra kirkens indvielse og blev skænket af nabosognenes præster.
Kirkeklokken er støbt af malm hos Frantz Schilling i Thuringen og kostede 1.106 kroner, inklusiv told og fragt. Den har følgende inskription: "Jeg kalder på folk i Vrinders by, o søger jeg frelse i korsets ly. Jeg kalder på gammel og ung, mest dog på sjælen træt og tung, syg for den evige hvile." (Delvis Grundtvig-citat, se Kalliope)

## Historie
Kirken blev indviet 8. september 1907 som afløser for Rolsø Kirke, der blev nedrevet i 1908. Siden Rolsø var blevet nedlagt som landsby i slutningen af 1600-tallet, var Rolsø Kirke kommet til at ligge relativt langt væk fra de fleste af sognets beboere og det skulle nu ændres.
Bag byggeriet stod et udvalg nedsat i vinteren 1903 bestående af seks fremtrædende borgere fra Vrinders og sognepræsten i Rolsø og Knebel Sogne, Viggo Tage Jensen. Mens grunden til kirken blev betalt af en nyoprettet kirkefond, kom midlerne til at dække de yderligere omkostninger ved byggeriet på 21.500 kroner fra forskellige steder. Staten bidrog med 10.000 kroner, tiendeejere med 1.000 kroner, kommunekassen med 1.400 kroner og Knebel-Roelse Sparrekasse med 1.000 kroner. De sidste 8.100 kroner blev givet som pengegaver af sognets beboere i perioden 1904-1909.